# 캐치볼

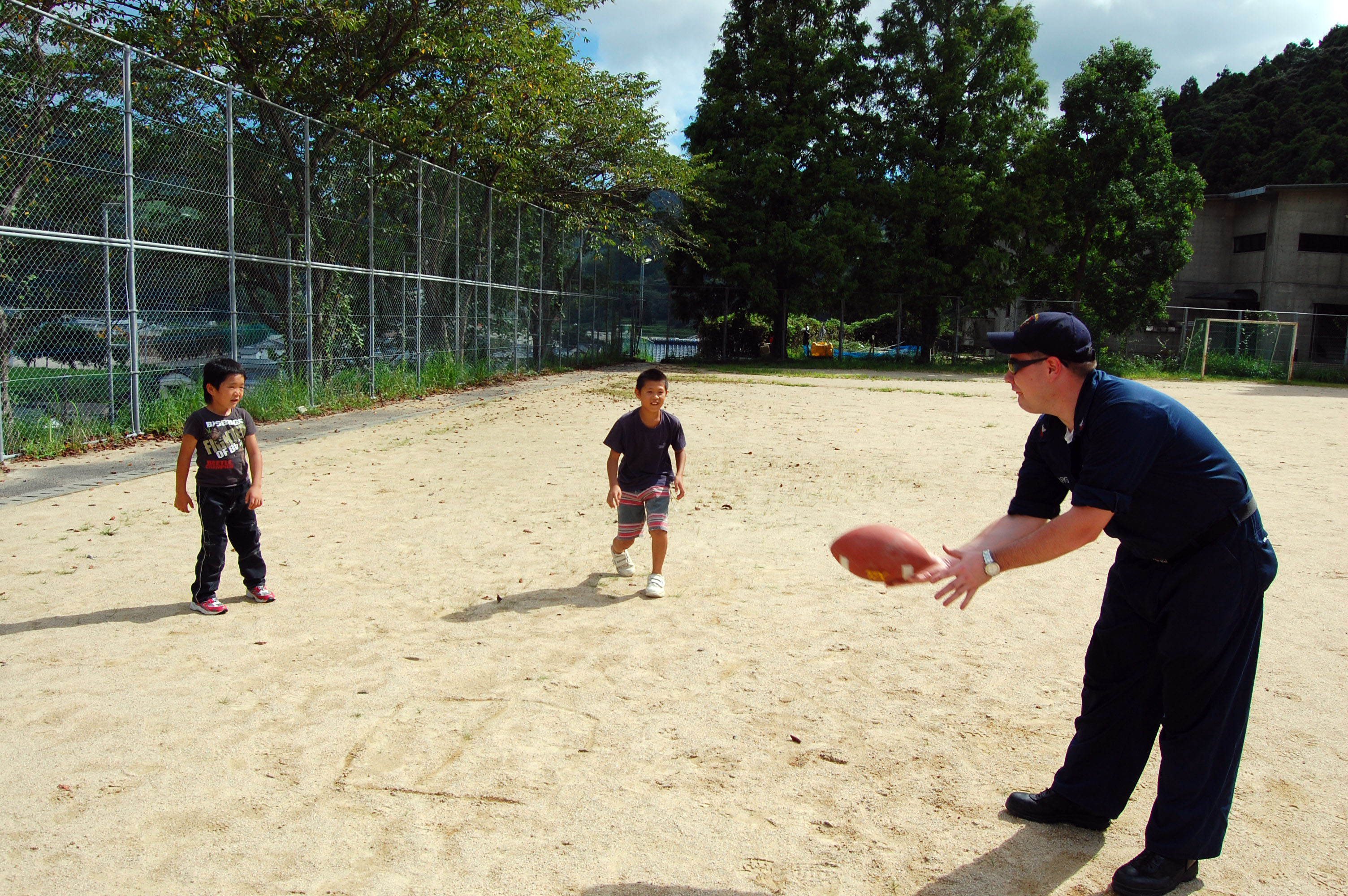
캐치볼을 하는 모습.

캐치볼(catch, playing catch)은 가장 기초적인 어린이 놀이 가운데 하나로서, 어린이들 사이나 부모와 어린이 사이에서 즐기는 스포츠이며, 참여자들은 공, 빈백, 원반 장난감 등의 물건을 던지고 받는다. 아동의 삶의 초기 단계에서 캐치볼을 하는 것은 어린이의 육체적 조율을 평가하고 개선하기 좋은 방법이다. 특히 어린이가 자신이 튀긴 공을 잡지 못하는 경우 캐치볼을 하지 못할 가능성이 있다. 대부분의 어린이들은 4살의 나이에 캐치볼을 시작할 수 있게 된다. 다수의 4살 어린이들은 공이 자신들에게 향할 때 눈을 본능적으로 감으며 이를 극복하는데 시간이 소요될 수 있다. 캐치볼을 하면 손재주, 조화, 자신감 발달에 도움을 줄 수 있다.
캐치볼을 하려면 적어도 2명의 참여자가 필요하며 참여자들은 게임 중에 어느 시점에서든 교체될 수 있기 때문에 캐치볼은 서로 소통하는 사회 환경에 어린이들을 배치시키기 위해 사용할 수 있다. 이를테면 먼저 어린이를 어른과 함께 캐치볼을 하게끔 수행할 수 있고 그 뒤 다른 어린이들을 게임으로 데려오거나 어른을 완전히 떠나보낸 뒤 다른 아이로 교체할 수 있다.